# Friedrich Clemens Gerke

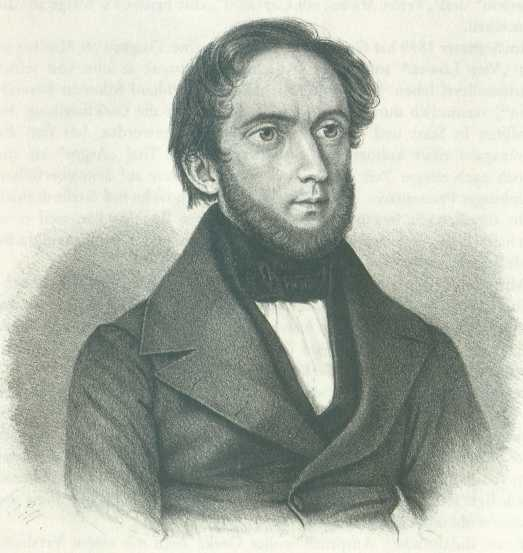
Friedrich Clemens Gerke, 1840
Lithographie A. Lill

Friedrich Clemens Gerke (Osnabrück, 22 januari 1801 – Hamburg, 21 mei 1888) was een Duits schrijver, journalist, musicus en pionier op gebied van telegrafie, die de morsecode in 1848 herzag op de manier welke thans wordt gebruikt.

## Zijn leven
Gerke groeide in een zeer eenvoudige omgeving op. Op 16-jarige leeftijd kwam hij naar Hamburg als bediende en huisjongen bij de particuliere natuurwetenschapper Arnold Schuback. In 1818 werd hij secretaris bij senator Brunnemann en ontving voor het eerst in zijn leven een vast salaris.
Op 10 juli 1820 trouwde hij met Sophie Marianne Ducalais, een jonge, niet rijke Franse immigrante. Zij trachtten een hoedenzaak op te richten, maar dit mislukte en ze raakten failliet. Zij besloten toen te emigreren, zoals een groot aantal andere Europeanen in de 19e eeuw en hadden het plan in dienst te treden van het Britse leger. Via Twielenfleth (Nedersaksen) en het eiland Helgoland reisden zij in 1820 naar Canada. Daar diende Gerke als musicus in het Rifle Battalion, 60th Regiment. Hij speelde klarinet en trompet. Gerke had geen plezier in de militaire dienst en slaagde erin een plaatsvervanger voor hem te vinden. Vervolgens keerde hij in 1823 terug in Hamburg.

## De optische en elektrische telegraaf
In de voorafgaande jaren trad hij in dienst van de optische berichtgeving en later in de elektrische telegrafie, werkte als een musicus in cafés en in tehuizen voor zeelieden op de Reeperbahn. Dit gedeelte van Hamburg stond in die dagen onder Deens bewind. Hij begon ook een carrière als schrijver en journalist en publiceerde veel stukken over het sociale leven en bekritiseerde het wanbestuur. Gerke schreef verschillende boeken over het leven in het algemeen, de natuur en de gezondheidszorg. Na enige jaren beëindigde hij zijn muzikale beroep omdat hij met schrijven voldoende verdiende.
Vanaf 1838 trad hij in dienst van de optische telegrafie van J.L. Schmidt, die een privételegraaflijn opende tussen Hamburg en Cuxhaven. Gerkes eerste taak was het oplossen van de technische problemen. Deze optische telegraaflijn diende als een voor de scheepvaart rapporterend systeem tussen Cuxhaven en de riviermond van de Elbe en de ongeveer 120 km verder liggende haven van Hamburg.
In 1842, het jaar van de 'Grote Hamburgse brand', verzocht hij, gebruik makende van de optische telegraaf, om hulp van naburige brandweerkorpsen.
Op verzoek van de Hamburgse senator Mohring demonstreerden de Amerikanen William en Charles Robinson hun elektrische morsetelegraaf. De snelle voortgang in de nieuwe technologie bemerkende, vertrok Gerke naar de Elektro-Magnetische Telegraph Companie, die zijn geregelde diensten tussen Hamburg en Cuxhaven op 15 juli 1848 begon. Gerke werd inspecteur van deze maatschappij, welke voor de eerste keer in Europa de morsecode op landlijnen benutte.

## Herziening van de morsecode
Gerke bemerkte de nadelen van de Amerikaanse morsecode en veranderde bijna de helft van deze in de huidige vorm, het Internationale Telegraaf Alfabet. De oorspronkelijk morsecode bestond uit vier tijden van vasthouden van de seinsleutel en enkele letters bevatten een onlogische interne duur van stilte. Gerkes systeem bevat slechts punten en strepen (dits en dots). De strepen duren drie maal zo lang als de punten en de ruimte tussen punten en strepen zijn gelijk aan de duur van een punt. Deze nieuwe code werd als eerste aanvaard door de Deutsch-Österreichischer Telegraphenverein en later geaccepteerd door het convent van de Internationale Telecommunicatie-unie in Parijs.

## De latere jaren
In 1850 stierf zijn vrouw Marianne; zij hadden geen kinderen. Een tijdje later trouwde hij een veel jongere vrouw, Friedericke Wilhelmine Tietz, met wie hij vijf kinderen had.
Vanaf 1868 werkte Gerke in het toen gebouwde, Hamburger Telegraph Office en werd zijn eerste directeur.
Op 21 mei 1888 stierf Gerke en werd in Hamburg op de begraafplaats Ohlsdorf begraven. Het graf werd in de jaren 1930 geruimd.
- Gemeinsame Normdatei: 116572884
- International Standard Name Identifier: 0000 0001 0954 0271
- Library of Congress Control Number: n79101051
- Nationale Bibliotheek van Israël: 987007259668705171
- Nationale Bibliotheek van Polen: a0000002270997
- Nederlandse Thesaurus van Auteursnamen: 128598336
- Istituto Centrale per il Catalogo Unico: PUVV359497
- LIBRIS: 340726
- Virtual International Authority File: 10600903
- WorldCat: E39PBJx8D77bjgRTfcmhjvGbVC